# Some Days You Eat the Bear and Some Days the Bear Eats You
Some Days You Eat the Bear and Some Days the Bear Eats You, o simplemente Some Days You Eat the Bear, es el quinto álbum de estudio del músico inglés Ian Matthews. Fue publicado en marzo de 1974 a través del sello discográfico Elektra Records.

## Título
El título del álbum “some days you eat the bear and some days the bear eats you” se refiere a un “viejo dicho” que apareció por primera vez en el The Daily Reporter el 7 de octubre de 1960. El viejo dicho también aparece en la película The Big Lebowski.

## Recepción de la crítica
Un escritor no especificado de Record World escribió: “El rock relajante y el dulce sabor country se combinan para formar un plato de lo más placentero”. Un escritor no especificado de la revista Cash Box calificó el “provocativo nuevo LP” de Ian como “una sorprendente combinación de talentos líricos y musicales”, y señaló que “su preocupación por la dinámica hace que este paquete sea un verdadero placer”.

## Lista de canciones
Todas las canciones escritas y compuestas por Ian Matthews, excepto donde esta anotado. 
| Lado uno |                               |               |          |  |
| N.º      | Título                        | Escritor(es)  | Duración |  |
| 1.       | «Ol' '55»                     | Tom Waits     | 3:12     |  |
| 2.       | «I Don't Wanna Talk About It» | Danny Whitten | 3:48     |  |
| 3.       | «A Wailing Goodbye»           |               | 2:52     |  |
| 4.       | «Keep On Sailing»             |               | 4:37     |  |
| 5.       | «Tried So Hard»               | Gene Clark    | 3:00     |  |

| Lado dos |                                  |                            |          |  |
| N.º      | Título                           | Escritor(es)               | Duración |  |
| 1.       | «Dirty Work»                     | Donald Fagen Walter Becker | 2:51     |  |
| 2.       | «Do I Still Figure In Your Life» | Pete Dello                 | 2:51     |  |
| 3.       | «Home»                           |                            | 3:12     |  |
| 4.       | «Biloxi»                         | Jesse Winchester           | 4:18     |  |
| 5.       | «The Fault»                      |                            | 3:00     |  |